# Yoshi's Woolly World
Yoshi's Woolly World (ヨッシーウールワールド?, Yosshī Ūru Wārudo) è un videogioco a piattaforme sviluppato da Good-Feel e pubblicato nel 2015 da Nintendo per Wii U.
Il videogioco vede Yoshi come personaggio giocante, nella sua prima apparizione da protagonista su console domestica da Yoshi's Story (1998), e ha uno stile grafico che ricorda Kirby e la stoffa dell'eroe, realizzato dallo stesso team di sviluppo.
Del gioco è stata effettuata una conversione per Nintendo 3DS dal titolo Poochy & Yoshi's Woolly World, che include la possibilità di giocare come Poochy.

## Trama
La storia si svolge sull'Isola Gomitolo, abitata da Yoshi e dai suoi amici dinosauri. La loro quiete pacifica, sfortunatamente, viene interrotta da Kamek, il quale inizia a trasformare tutti in gomitoli di lana e a rapirli per ordine di Baby Bowser, che vorrebbe servirsene per costruire un nuovo castello più grande. Sarà perciò compito di Yoshi e di un Yoshi rosso, sfuggiti da Kamek, di riportare la pace.

## Modalità di gioco
Yoshi's Woolly World presenta un gameplay simile a Kirby e la stoffa dell'eroe. Il gioco è compatibile con amiibo ed è inoltre possibile giocare in modalità cooperativa in due giocatori.
La versione per Nintendo 3DS presenta gli stessi livelli della versione per Wii U e include quadri specifici per il nuovo personaggio giocante, Poochy. Nel gioco sono inclusi 30 cortometraggi in stop motion, con protagonisti Yoshi e Poochy, realizzati dallo studio d'animazione Dwarf.

## Sviluppo

Screenshot della versione beta

Yoshi's Woolly World è stato annunciato nel corso di un Nintendo Direct da Satoru Iwata con il titolo provvisorio di Yarn Yoshi. Il gioco è prodotto da Takashi Tezuka, manager di Nintendo EAD Il gioco era assente dall'E3 2013, ma divenne giocabile all'E3 2014, nel quale è stato provvisoriamente annunciato per la "prima metà del 2015". La colonna sonora è stata gestita dai compositori Good-Feel Tomoya Tomita (ora freelance) e Misaki Asada, ad eccezione del tema principale, che è stato scritto da Kazumi Totaka di Nintendo.